# Блокадный трамвай
Блока́дный трамва́й — единственный вид городского транспорта в блокадном Ленинграде. За все дни осады города ленинградские трамваи останавливались лишь однажды — с 8 декабря 1941 года до 15 апреля 1942 года. Является символом блокадного Ленинграда.

## История
В сентябре 1941 года, когда город был взят в блокадное кольцо, а практически весь автомобильный транспорт был мобилизован на фронт, единственным способом передвижения по городу для 2,5 миллионов жителей Ленинграда стал трамвай. По поручению Военного совета фронта трамваи осуществляли перевозку воинских подразделений, снарядов, техники, оборудования, раненных. По указанию главы Трамвайно-троллейбусного управления (ТТУ) М. Х. Сороки вагоны готовились для перевозки раненых, а также приступали к прокладке путей к больницам имени И. М. Мечникова, имени Нечаева, имени Эрисмана.
К концу ноября 1941 года перебои в электроснабжении города участились, а 8 декабря весь электрический транспорт встал. Алесь Адамович и Даниил Гранин в своей «Блокадной книге» пишут: «Город стал пешим. Расстояния обрели реальность. Они измерялись силой своих ног. Не временем, как раньше, — а шагами. Иногда количеством шагов». Сотрудники Трамвайно-троллейбусного управление во главе с начальником М. Х. Сорокой бросили все силы на восстановление движения. В итоге было восстановлено 150 километров контактной сети, а 15 апреля возобновилось пассажирское движение. Сначала были открыты пять маршрутов, по которым отправились 320 вагонов.

Дата 15 апреля 1942 года и события, связанные с восстановлением движения трамвая, подробно и неоднократно описаны в литературе и воспоминаниях ленинградцев. Писатель Николай Тихонов в одном из своих очерков о блокадном Ленинграде рассказывает, что весну 1942 года в городе «делали» не ласточки, а трамваи. Трамвай стал символом возвращения к прежней жизни. Лев Успенский посвящает строки блокадному трамваю: 
«Разве не на твои зеленые искры со злобой и страхом косились фашисты с Вороньей горы весной 1942 года? Ах, милый трамвай наш, милый трамвай! Многие месяцы тебя закрывали холодные сугробы злой блокады, леденившие и наши сердца, а в тот солнечный яркий день 15 апреля ты, как и мы все, вдруг ожил, зазвенел, заискрил и побежал по суровому городу-герою первым вестником грядущей победы». 
Бомбардировки города продолжались до начала 1944 года, из-за этого трамвайные пути постоянно выходили из строя. В сентябре 1943 начальник ТТУ Михаил Сорока в статье для «Ленправды» пишет, что «разбитые снарядом рельсы, порванные провода чинятся под огнем врага».
В своей книге «Фронтовой трамвай» Михаила Сорока отмечает, что в осажденном Мадриде в 1937 году трамвай функционировал лишь одну неделю, в 1945 году в Берлине, после того, советские войска окружили город, движение на магистралях прекратилось сразу же, тогда как в Ленинграде из 900 блокадных дней трамвай работал 811 дней.
По данным ТАСС, за время блокады было разрушено 38,8 км трамвайного пути, 450 км трамвайной контактной сети, 40 км кабельной сети. К началу 1944 года было восстановлено 350 повреждений трамвайных путей (около 80 км) и 1000 обрывов контактной сети.

## Память
По словам директора Музея городского электрического транспорта Кирилла Нюквиста, «петербуржцы бережно хранят память о блокадном трамвае», и в особые даты — 27 января, 15 апреля, 9 мая — в музее проходят акции, с целью выразить дань уважения работникам Трамвайно-троллейбусного управления в блокадные дни города.
В 1995 году, к пятидесятилетию победы, Управление «Горэлектротранс» выпустило две книги — «Ленинградский трамвай. 1941—1945» и «Книгу памяти».

### Памятник
В 2007 году к 100-летию трамвайного движения в Петербурге на проспекте Стачек был установлен Памятник блокадному трамваю. В четырёх километрах от этого места проходила линия фронта, и на этом участке Петергофского шоссе была сооружена противотанковая баррикада из трамвайных вагонов, заполненных камнями.
Поэт и блокадник Анатолий Молчанов посвятил памятнику стихотворение, которое опубликовано в сборнике «Гимн трамваю» (2007).
Фильм
Документальный фильм «Мелодия старого трамвая», 1974 год. Народная киностудия ленинградского Дома культуры ПТУ, режиссёр — Владимир Медведев.